# Die Welt der Winx
Die Welt der Winx (Originaltitel: World of Winx) ist eine italienische Zeichentrickserie und ein Spin-off der Serie Winx Club.
Die Welt der Winx ist in Kooperation zwischen Rainbow S.r.l. und Netflix produziert. Die Serie umfasst zwei Staffeln mit je 13 Episoden, die erste Staffel erschien weltweit am 4. November 2016, die zweite am 16. Juni 2017 auf Netflix.

## Inhalt
Die sechs Feen des Winx Clubs – Bloom, Stella, Flora, Musa, Tecna und Layla – haben die Magische Dimension verlassen und begeben sich nun in Blooms alter Heimat Gardenia auf die Suche nach Menschen mit außergewöhnlichen Talenten. Ein geheimnisvoller Talentdieb hat es sich ebenso zur Aufgabe gemacht, besondere Menschen aufzuspüren. Um mehr Informationen über den neuen Feind in Erfahrung bringen zu können, schlüpfen die Mädchen in die Rolle von Talentscouts und suchen im Rahmen der Talentshow WOW! weiter nach Menschen mit speziellen Begabungen. Dabei ermitteln sie Undercover parallel zum Dreh der Reality-Show – stets in der Gefahr, von Ace, dem Moderator von WOW!, enttarnt zu werden.

## Charaktere

### Die Winx
- Bloom: Die Fee der Drachenflamme und die Anführerin des Winx Clubs. Sie hat hüftlanges orangefarbenes Haar, hellblaue Augen und helle Haut. Ihre Magie ist die Drachenflamme, die sie innehat.
- Stella: Fee der Sonne und des Mondes. Sie hat hüftlanges blondes Haar und haselnussbraune Augen. Sie liebt Mode und Shopping. Ihre Magie wird vom Sonnenlicht abgeleitet. In Staffel 2 gibt ihr ihre Onyrix-Kraft die Möglichkeit, durch einen „Lichtblitz“ die Erinnerungen zu untersuchen, die an einem Ort entstanden sind.
- Flora: Fee der Natur. Die Freundlichste der Winx. Sie hat hüftlanges honigfarbenes Haar. Ihre Magie ermöglicht es ihr, Pflanzen, Vegetation und das Element Erde zu erschaffen, zu kontrollieren und mit ihnen zu kommunizieren. Mit ihrer Onyrix-Kraft kann sie dunkle Energien in Pflanzen neutralisieren.
- Musa: Fee der Musik. Sie hat hüftlanges blaues Haar mit Pony und heller Haut. Sie hat die Kraft, starke Ultraschallwellen mit unglaublich hohen Frequenzen zu erzeugen und solide Schallbarrieren zu schaffen. Durch die neue Onyrix-Verwandlung schafft sie es, Ziele allein mit ihrem Gehör zu orten.
- Tecna: Fee der Technologie. Ihre Magie ist Technomagie. Sie kann mit allen Arten von Maschinen und Elektronik sprechen und interagieren. Ihr Haar ist in dieser Serie lila statt pink gefärbt; mithilfe der Onyrix-Kraft erlangt sie die Fähigkeit „logische Vision“, mit der sie versteckte visuelle Details in Objekten erkennt.
- Layla: Fee des Wassers. Sie hat hellbraune Haut, wellige braune Haare und blaue Augen. Sie hat die Kraft, Wasser und eine rosa Flüssigkeit namens „Morphix“ zu erzeugen und zu manipulieren.

### Andere Figuren
- Ace: Er ist der Moderator der WOW-Talentshow. Auf der Bühne trägt er ein graues Haarteil mit weißen Streifen. Wenn er aber hinter der Bühne ist, nimmt er es manchmal ab. Er ist bestrebt und immer positiv – wenn er vor der Kamera steht. Hinter der Bühne verliert er oft die Geduld, weil die Winx regelmäßig vor der Show verschwinden und sich seinen Kameradrohnen entziehen. Bloom ärgert ihn besonders. In der Folge „Fashion Week“, als sie ihn versehentlich vor der Kamera anstößt und dabei sein Haarteil von seinem Kopf fliegt, ist er so wütend, dass er Bloom sofort feuert und sie durch Lorelei ersetzt. Später wird er von Smee mithilfe der magischen Uhr hypnotisiert, um die Winx in eine gefährliche Situation mit Smees Zombie-Piraten zu bringen, und Lorelei zu feuern als sie versucht, ihm zu sagen, dass die Winx Feen sind. Danach feuert er Lorelei. In Staffel 2 kehrt er nicht zurück.
- Margot: Jurymitglied bei der WOW-Talentshow. Sie mag, mit einer Ausnahme, keines der vorgestellten Talente, und stimmt immer gegen sie. Sie hat einen Hund namens Puff, der auf ihrem Schoß sitzt. Sie kehrt in Staffel 2 nicht zurück.
- Cliff: Ein Jurymitglied der WOW-Talentshow. Er tendiert zu Optimismus und stimmt in allen, außer einer Folge, immer für die vorgestellten Talente. Er kehrt in Staffel 2 nicht zurück.
- Roxy: Fee der Tiere, die in der Originalserie jahrhundertelang die letzte Fee der Erde war. Sie arbeitet im Café Frutti Music Bar. Sie hat einen Hund namens Arthur, mit dem sie mit ihrer ungewöhnlich starken Tiermagie sehen kann, was er aus großer Entfernung sieht. Sie kann auch magische Aktivitäten erkennen und einen fokussierten Strahl meeresgrüner magischer Energie von ihren Händen ausstrahlen und ein sehr starkes Kraftfeld um sich aufrichten. Sie hilft Bloom, nachdem diese von Ace gefeuert wurde, den hartnäckigen Detektiven Gomez und Evans zu entgehen. Sie erscheint nur in der ersten Staffel.
- Die Königin: Eine Fee aus der Welt der Träume. In ihrer korrupten Form manipuliert sie die Schattenwesen, um junge Menschen von der Erde zu entführen und ihre Talente zu stehlen. Nachdem sie die aufstrebende Sängerin Annabelle entführt hat, nimmt sie Annabelles Stimme an, nachdem sie enthüllt hat, dass sie keine Stimme hatte, bevor sie die Stimme von Annabelle aufgenommen hat. Im Finale der ersten Staffel stiehlt sie Bloom die die Kräfte, um gegen die anderen Winx zu kämpfen, ist aber besiegt. Es wird dann enthüllt, dass sie Tinkerbell aus den Peter Pan-Geschichten ist und sich in Peter Pan verliebt hat, er sie aber verlassen hat, um auf die Erde zu gehen. In der zweiten Staffel beschwört sie Schattenkreaturen namens „Nemesis“, die jeweils die zerstörerische Kehrseite der Magie jeder Winx-Fee verkörpern.
- Smee: Er erscheint zuerst in Episode 10, „Gefährliche Wasser“ als Assistent der WOW-Talentshow, aber er nutzt seine magische, linksrum laufende Uhr um Ace zu hypnotisieren und eine Armee von Zombie-Piraten zu kontrollieren. Am Ende der ersten Staffel wird bekannt, dass es sich bei ihm um Mr. Smee aus Peter Pan handelt und er erneut auf der Seite von Captain Hook steht.
- Jim: Ein schwer fassbarer Mann mit dunkelvioletten Haaren, den Bloom und Roxy zu Beginn der Serie verjagen wollten, weil er im Verdacht stand, Annabelles Entführer zu sein. Er hat die Fähigkeit, sich unsichtbar zu machen. In der ersten Staffel entkommt er Annabelles Wohnung, lässt aber seine Taschenuhr fallen. Später arbeitet er mit Bloom zusammen, um Annabelle zu retten. Am Ende der ersten Staffel wird bekannt, dass er Captain Hook aus Peter Pan ist und die Königin/Tinkerbell ihn einst durch ihre mächtige Feenmagie wieder jung und vital machte. Während der gesamten zweiten Staffel wollte er Nimmerland dominieren, indem er Tinkerbell und letztendlich die Winx loswurde. Er hatte versucht, das Herz von Nimmerland selbst zu verderben, indem er es in ein fliegendes Piratenschiff verwandelte und auf die „Welt der Albträume“ ansteuerte. Er wird von den Winx, Matt und Tinkerbells vereinten Kräften geschlagen und stürzt daraufhin lediglich selbst in das Portal zur „Welt der Albträume“.
- Gomez: Ein verdeckter Polizist, der mit Evans an dem Fall von Annabelles Entführung arbeitet. Sie finden häufig Möglichkeiten, die Winx auszuspionieren. Er mag es, seinem Partner gegenüber lässig freundlich zu sein, sieht ihre Abenteuer oft gar als Datingsituation und versteht nicht, warum Evans und Detektivinnen im Allgemeinen so ernst sind.
- Evans: Eine verdeckte Polizistin, die die Winx der Entführung von Annabelle verdächtigt und ausspioniert. Sie ist ziemlich ernst und ärgert sich über Gomez ungezwungene Haltung und Inkompetenz – vor allem, wenn er mit ihr flirtet.
- Venomya: Eine Kritikerin, die die Musikband-Auftritte der Winx ablehnt, hierzu schlechte Kritiken verfasst und versucht, ihre Auftritte zu sabotieren. Sie erscheint zuerst in Staffel 2, wo sie lange blonde Haare hat. Ihre wahre Identität äußert sie in der letzten Folge der Serie im Cliffhanger als „Baba Yaga, die schwarze Frau“, und behauptet, dass es nicht genug Platz für Feen und Hexen auf der Erde gäbe und das Ende der Winx gekommen sei.

### Nebenfiguren
- Annabelle: eine Kellnerin, die für die WOW-Talentshow auftritt. Sie hat eine schöne Gesangsstimme. Ihre Entführung wird zur Hauptgeschichte der ersten Staffel. In den ersten beiden Folgen der zweiten Staffel tritt sie zusammen mit ihrer Freundin Louise bei ihren Auftritten in London, New York City und Paris auf. Ihr Haar ist jetzt schulterlang und hat einige Linien.
- Krokodilmann: ein Diener der Königin, der ein humanoides Krokodil ist. Er taucht zum ersten Mal in der Folge „Der Krokodilmann“ in New York City auf, kehrt aber später zurück, als die Königin ihn auffordert, Jim und die Winx zu verfolgen. Er basiert auf dem Krokodil in den Peter Pan-Geschichten.
- Lorelei: Ein blondes Mädchen, das sich, nachdem Bloom gefeuert wird, den Winx in der WOW-Talentshow als Talentscout anschließt. Sie ist sehr energetisch, heiter und liebt es, im Mittelpunkt zu stehen. Sie beschreibt sich selbst gegenüber den Zuschauern als „eure übersprudelnde Freundin“. Sie und Stella verstehen sich nicht, diese bezeichnet Lorelei als ihre Doppelgängerin. Als sie in der Episode „Gefährliche Wasser“ entdeckt, dass die Winx Feen sind, versucht sie, es Ace und der WOW-Talentshow zu erzählen, wird aber ausgelacht und gefeuert.
- Der Schamane: Ein einheimischer Kampfkünstler, der für die Königin arbeitet, um Talente zu entführen. Er verwendet vier magische Steine, die ihm besondere Kräfte verleihen, darunter das Verschwinden in einer Rauchwolke.
- Der Geist der Traumwelt: Die spirituelle Manifestation der Traumwelt (Nimmerland) selbst. Sie ruft die Winx-Mädchen zu Beginn der zweiten Staffel herbei und warnt sie vor der großen Gefahr in der sich ihre Welt befinde, verstärkt durch diese plötzliche Kontaktaufnahme ihre Dreamix-Fähigkeiten weiter und „entfaltet“ sie zu der entwickelten Kraft von Onyrix.
- Matt Barrie: ist das einzige Kind von Peter Pan, dem legendären Helden von Nimmerland. Der Winx Club sucht ihn, damit er sie zu seinem längst verlorenen Vater führen kann. Er hat lockiges braunes Haar und lebte ursprünglich mit Wendy Darling und Peter in London, bis Peter ging. Er lebt in Paris. Später durch Musas Klangzauber gefunden, wurde er in die Traumwelt teleportiert, wo er die Königin im Wald traf und seine dauerhafte Liebe für sie ausdrückte, da er sie für seine „Frau in den Sternen“ hielt, eine Konstellation einer jungen Frau, die sich als Tinkerbell, die wahre Identität der Königin herausstellt. Nachdem Jim (Captain Hook) in die dunkle Welt der Albträume geraten ist, regiert er an Seite seiner Liebe Tinkerbell als König von Nimmerland.

## Produktion und Veröffentlichung
Die Welt der Winx ist in Kooperation zwischen Rainbow S.r.l. und Netflix produziert. 

### DVD-Veröffentlichung
In Deutschland wurden beide Staffeln der Netflix Original Serie durch die Rough Trade Distribution GmbH (Sitz: Hamburg) veröffentlicht.
| Titel                               | Inhalt der DVD                                     | Sprachfassung | Erscheinungsdatum |
| ----------------------------------- | -------------------------------------------------- | ------------- | ----------------- |
| World of Winx – Staffel 1, Volume 1 | Staffel 1, Folgen 1 – 7                            | Deutsch       | 17. November 2017 |
| World of Winx – Staffel 1, Volume 2 | Staffel 1, Folgen 8 – 13                           | Deutsch       | 16. Februar 2018  |
| World of Winx – Staffel 2, Volume 3 | Staffel 2, Folgen 1 – 7                            | Deutsch       | 17. August 2018   |
| World of Winx – Staffel 2, Volume 4 | Staffel 2, Folgen 8 – 13                           | Deutsch       | 2. November 2018  |
| World of Winx – Staffel 1 + 2       | Die komplette erste und zweite Staffel (26 Folgen) | Deutsch       | 14. Juni 2019     |

### Soundtrack
Der Original-Soundtrack zu World of Winx wurde produziert von Stefano Carrara. Die italienische, englische und deutsche Version des Soundtracks wurde am 8. August 2017 auf den offiziellen Kanälen bei YouTube veröffentlicht.
| Nr. | Spieldauer | Originaltitel               | Originalinterpret                                   | Englischer Titel            | Englischer Interpret                                | Deutscher Titel              | Deutscher Interpret |
| --- | ---------- | --------------------------- | --------------------------------------------------- | --------------------------- | --------------------------------------------------- | ---------------------------- | ------------------- |
| 1   | 2:34 Min.  | Winx Club Siamo Scintille   | Alessia Orlando und Elisa Aramonte                  | Winx Club Sparkles Of Light | Alessia Orlando und Elisa Aramonte                  | Winx Club wir funkeln heller | -                   |
| 2   | 2:22 Min.  | Sono Io                     | Alessia Orlando und Elisa Aramonte                  | This Is Me                  | Alessia Orlando und Elisa Aramonte                  | Das bin Ich                  | -                   |
| 3   | 3:49 Min.  | Dreamix                     | Elisa Aramonte                                      | Dreamix                     | Elisa Aramonte                                      | Dreamix                      | -                   |
| 4   | 3:37 Min.  | Fashion Victim              | Alessia Orlando, Elisa Aramonte und Michele Bettali | Fashion Victim              | Alessia Orlando, Elisa Aramonte und Michele Bettali | Fashion Victim               | -                   |
| 5   | 2:30 Min.  | Festa Piu' Che Ma           | Alessia Orlando und Elisa Aramonte                  | Jump Into The Fun           | Alessia Orlando und Elisa Aramonte                  | Der Spaß geht los            | -                   |
| 6   | 3:31 Min.  | Siamo Un'Unica Energia      | Alessia Orlando und Elisa Aramonte                  | Simply Better Than Alone    | Alessia Orlando und Elisa Aramonte                  | Niemals mehr allein          | -                   |
| 7   | 2:36 Min.  | Onyrix                      | Alessia Orlando                                     | Onyrix                      | Alessia Orlando                                     | Onyrix                       | -                   |
| 8   | 1:56 Min.  | Inizia Il Nostro Show       | Alessia Orlando und Elisa Aramonte                  | Get Ready For The Show      | Alessia Orlando und Elisa Aramonte                  | Gleich beginnt die Show      | -                   |
| 9   | 2:56 Min.  | Non Mi Arrendero'           | Alessia Orlando und Elisa Aramonte                  | I'm Not Givin' Up           | Alessia Orlando und Elisa Aramonte                  | Ich gebe niemals auf         | -                   |
| 10  | 3:18 Min.  | Sempre E Solo Tu            | Alessia Orlando und Elisa Aramonte                  | You're Still The Only One   | Alessia Orlando und Elisa Aramonte                  | Du bist der Mensch           | -                   |
| 11  | 2:50 Min.  | Hey Hey Winx                | Alessia Orlando und Elisa Aramonte                  | Hey Hey Winx                | Alessia Orlando und Elisa Aramonte                  | Hey Hey Winx                 | -                   |
| 12  | 2:31 Min.  | Il Fantastico World Of Winx | Alessia Orlando und Elisa Aramonte                  | The Wonderful World of Winx | Alessia Orlando und Elisa Aramonte                  | Die Welt der Winx            | -                   |

## Synchronisation
| Rolle                  | Originalsprecher       | Deutscher Sprecher    |
| ---------------------- | ---------------------- | --------------------- |
| Bloom                  | Haven Paschall         | Jill Schulz           |
| Stella                 | Jessica Paquet         | Wicki Kalaitzi        |
| Flora                  | Eileen Stevens         | Sarah Riedel          |
| Musa                   | Kate Bristol           | Inken Baxmeier        |
| Tecna                  | Saskia Maarleveld      | Ann Vielhaben         |
| Layla                  | Alysha Deslorieux      | Ilona Brokowski       |
| Ace                    | Jason Griffith         | Dirk Stollberg        |
| Roxy                   | Suzy Myers             | Saskia Bellahn        |
| Detektiv Evans         | Alyson Leigh Rosenfeld | Kerstin Draeger       |
| Detektiv Gomez         | Wayne Grayson          | Jens Wendland         |
| Lorelei                | Erica Schroeder        | Arlette Stanschus     |
| Jim (Captain Hook)     | Mark Thompson          | Tobias Schmitz        |
| Smee                   | Billy Bob Thornton     | Matthias Klimsa       |
| Die Königin, Annabelle | Brittany Pressley      | Merete Brettschneider |
| Matt Barrie            | Abe Goldfarb           | Patrick Bach          |
| Tinkerbell             | Brittany Pressley      | Dagmar Dreke          |
| Sophie                 | Erica Schroeder        | Kristina von Weltzien |
| Venomya                | Aline Ghezzi           | Kristina von Weltzien |

Der deutschsprachige Soundtrack wird hauptsächlich von Arlette Stanschus und Katharina Vogel gesungen.

## Episodenliste
Die Serie umfasst zwei Staffeln mit je 13 Episoden, die erste Staffel erschien weltweit am 4. November 2016, die zweite am 16. Juni 2017 auf Netflix.
| Nummer (gesamt) | Nummer (Staffel) | Deutscher Titel             | Originaltitel                     |
| --------------- | ---------------- | --------------------------- | --------------------------------- |
| 1               | 1                | Der Talentdieb              | Il Landro Di Talenti              |
| 2               | 2                | Neue Kräfte                 | Nuovi poteri                      |
| 3               | 3                | Der Krokodilmann            | La leggenda dell'uomo coccodrillo |
| 4               | 4                | Das Monster unter der Stadt | Il mostro sotto la città          |
| 5               | 5                | Designerin gesucht          | Cercasi stilista                  |
| 6               | 6                | Fashion Week                | La settimana della moda           |
| 7               | 7                | Der Koch-Wettbewerb         | Cuochi in gara                    |
| 8               | 8                | Der Schamane                | Lo sciamano                       |
| 9               | 9                | Zerbrochene Träume          | Sogni in frantumi                 |
| 10              | 10               | Gefährliche Wasser          | Acque pericolose                  |
| 11              | 11               | Schatten aus dem Schnee     | Ombre sulla neve                  |
| 12              | 12               | Der Uhrmacher               | L'orologiaio                      |
| 13              | 13               | Der Sturz der Königin       | La caduta della regina            |

| Nummer (gesamt) | Nummer (Staffel) | Deutscher Titel              | Originaltitel                |
| --------------- | ---------------- | ---------------------------- | ---------------------------- |
| 14              | 1                | Nimmerland                   | L'isola che non c'è          |
| 15              | 2                | Peter Pans Sohn              | Il figlio di Peter Pan       |
| 16              | 3                | Der Alligatormann            | L'uomo alligatore            |
| 17              | 4                | Meerjungfrauen auf der Erde  | Sirene sulla Terra           |
| 18              | 5                | Aufregung in der Modeschule  | Brividi nella scuola di moda |
| 19              | 6                | Das Mädchen in den Sternen   | La ragazza del sogni         |
| 20              | 7                | Eine Blume im Schnee         | Il fiore più bello           |
| 21              | 8                | Tiger Lily                   | Giglio Tigrato               |
| 22              | 9                | Ein Held wird kommen         | La spada dell'eroe           |
| 23              | 10               | Die technomagische Falle     | Trappola tecnomagica         |
| 24              | 11               | Jims Rache                   | La vendetta di Jim           |
| 25              | 12               | Alte Freunde und neue Feinde | Vecchi amici e nuovi nemici  |
| 26              | 13               | Tinkerbells Rückkehr         | Il ritorno di Campanellino   |